# William D. Baird
William D. Baird (* Mai 1906 in Tennessee; † 6. September 1988 ebenda) war ein US-amerikanischer Politiker. Zwischen 1959 und 1962 war er als Präsident des Staatssenats auch Vizegouverneur des Bundesstaates Tennessee.
Die Quellenlage über William Baird ist sehr schlecht. Er war Mitglied der Demokratischen Partei und Bürgermeister der Stadt Lebanon. Zwischen 1959 und 1962 gehörte er dem Senat von Tennessee an, dessen Präsident er war. Damit war er gleichzeitig Vizegouverneur von Tennessee und Stellvertreter von Gouverneur Buford Ellington. Warum seine eigentlich erst im Jahr 1963 auslaufende Amtszeit bereits 1962 endete, ist nicht überliefert. Er starb nach Angaben bei Find a Grave am 6. September 1988. In der Liste der Senatspräsidenten von Tennessee wird sein Todesjahr mit 1987 angegeben. Welche der beiden Angaben richtig ist, muss offenbleiben.